# جعفرجن
جعفرجن، روستایی از توابع بخش کنارتخته و کمارج شهرستان کازرون در استان فارس ایران است.

## جمعیت
این روستا در دهستان کنارتخته قرار دارد و براساس سرشماری مرکز آمار ایران در سال ۱۳۸۵، جمعیت آن ۵۲۸ نفر (۱۴۰خانوار) بوده‌است.